# Hidreto de bismuto(III)
Hidreto de bismuto(III) é o composto de fórmula química BiH3.